# ポリエン

代表的なトリエンであるシクロヘプタトリエン

ポリエン (Polyene) は、少なくとも3つの二重結合と単結合が交互に並んだ構造を持つ多不飽和有機化合物である。この二重結合は、共役系に関わっている。二重結合と単結合が交互に2つ並んだものは、ジエンという。

## 光学特性
ポリエンは、炭化水素には珍しく明るい色を持つことで知られている。通常のアルケンはスペクトルの紫外領域を吸収するが、多数の共役二重結合を持つポリエンの吸収特性はより低く、可視領域に入るため、色がついて見える。そのため、多くの天然染料は線状のポリエンを含む。例えばβ-カロテンは、その濃度により黄色から橙色に見える。
脂肪酸の一部はポリエンであり、また他に重要なポリエンとして、ポリエン系抗真菌薬がある。

代表的なポリエン
代表的なポリエン系抗真菌薬であるアムホテリシンB
免疫反応のレギュレーターであるロイコトリエンA4
動物の視覚の化学的基礎になるレチナール
植物や果実に含まれる赤色から橙色の色素であるβ-カロテン
酸化に対し金属としての性質を示すため、理論的な注目を集めている合成ポリマーであるポリアセチレン

有機金属化学において、ポリエンは金属錯体に結合し、グリーン＝デイヴィス＝ミンゴス則によってΠ配位子を付加し、変化させることができる。